# Сонце-Хмари
Сонце-Хмари — музичний проект санкт-петербурзького рок-фотографа Андрія Федечка, який донедавна працював на концертах і в приватній студії під брендом «Алекс Федечко-Мацкевич». Колектив виконує пісні в основному українською мовою. Початкова назва — «Хохляцкий рок-н-ролл», згодом перейменований на честь свого однойменного альбому — «Сонце-Хмари».
Виразні мелодії, народні мотиви і кавер-версії відомих пісень — від Zемфіри до «Ленинграда» через Billy's Band та «Короля и Шута» лежать в основі творчості групи.

## Історія гурту
Автор пректу, Андрій, з дитинства захоплювався музикою, і в 1999 році записав свою першу пісню «Сияние» російською мовою разом з Едмундом Шклярським («Пикник»).
| «Бажання записати свої пісні, які жили в моїй голові, з'явилося ще в 1998 році. Та й постійне спілкування з рок-музикантами сприяло цьому. Вже після першого виступу, коли я вирішив записати красиво 3-4 речі, приєдналися «дядя Миша» Чернов, Чиж, Олександр Гордєєв. Всі, до кого я звертався, погодилися взяти участь у проекті». (Андрій Федечко) |
30 квітня 2002 року його колектив вперше з'явився перед публікою в рамках концерту групи СП БАБАЙ в КЗ біля Фінляндського вокзалу. Дебютний альбом вийшов в світ в січні 2004 року
На початку 2005 року вийшов новий концертний альбом Сонце-Хмари «Сияние. Е. К.», записаний за півтори години на студії, в процесі підготовки до виступу з Еміром Кустуріцей і No Smoking Orchestra. В кінці 2006 року в світ вийшов другий номерний альбом групи «Пошук». У записі, окрім основного складу, взяли участь музиканти груп ДДТ, «Аквариум», «Ленинград», «Разные Люди», Billy's band; Сергій Чиграков, Михайло Горшеньов, Андрій Князєв.
Гурт активно виступає в Петербурзі і бере участь в великих фестивалях країни — «НАШЕСТВИЕ», «НАШИ В ГОРОДЕ», «Премия FUZZ», «ОКНА ОТКРОЙ!», «ЭММАУС» та ін.
Найкращий відгук про живі концерти «Сонце-Хмари» — «вони починають так, як інші групи, зазвичай, закінчують — голосно, весело і щосили».

## Учасники гурту
- Андрій Федечко — вокал, гітара, автор
- Лєна ТЕ — віолончель, вокал, перкусія
- Георгій Мажуга — флейти, дудки, бек-вокал
- Максим Жупіков — скрипка, вокал
- Сергій Стародубцев — мандоліна, dobro
- Дмитро «Дуче» Бациєв — бас, вокал
- Влад Мануйлов — перкусія, вокал
- Влад Курмаєв — акордеон

## Дискографія
- НЭХ! (2008)
- Пошук (2006)
- Другие — Сонце-Хмари (2006)
- Е. К. (2005)
- З Новим роком! (2005)
- Сонце-Хмари (2004)
- На чужині (2002)